# 金氏住宅
金氏住宅位于扬州市广陵区苏唱街17号，系扬州浴室创始人金宝芝住所，包括中式和西式两座小楼和一座花厅，保存完好。2008年1月，金氏住宅列为扬州市文物保护单位。